# Domaine d'Odawara

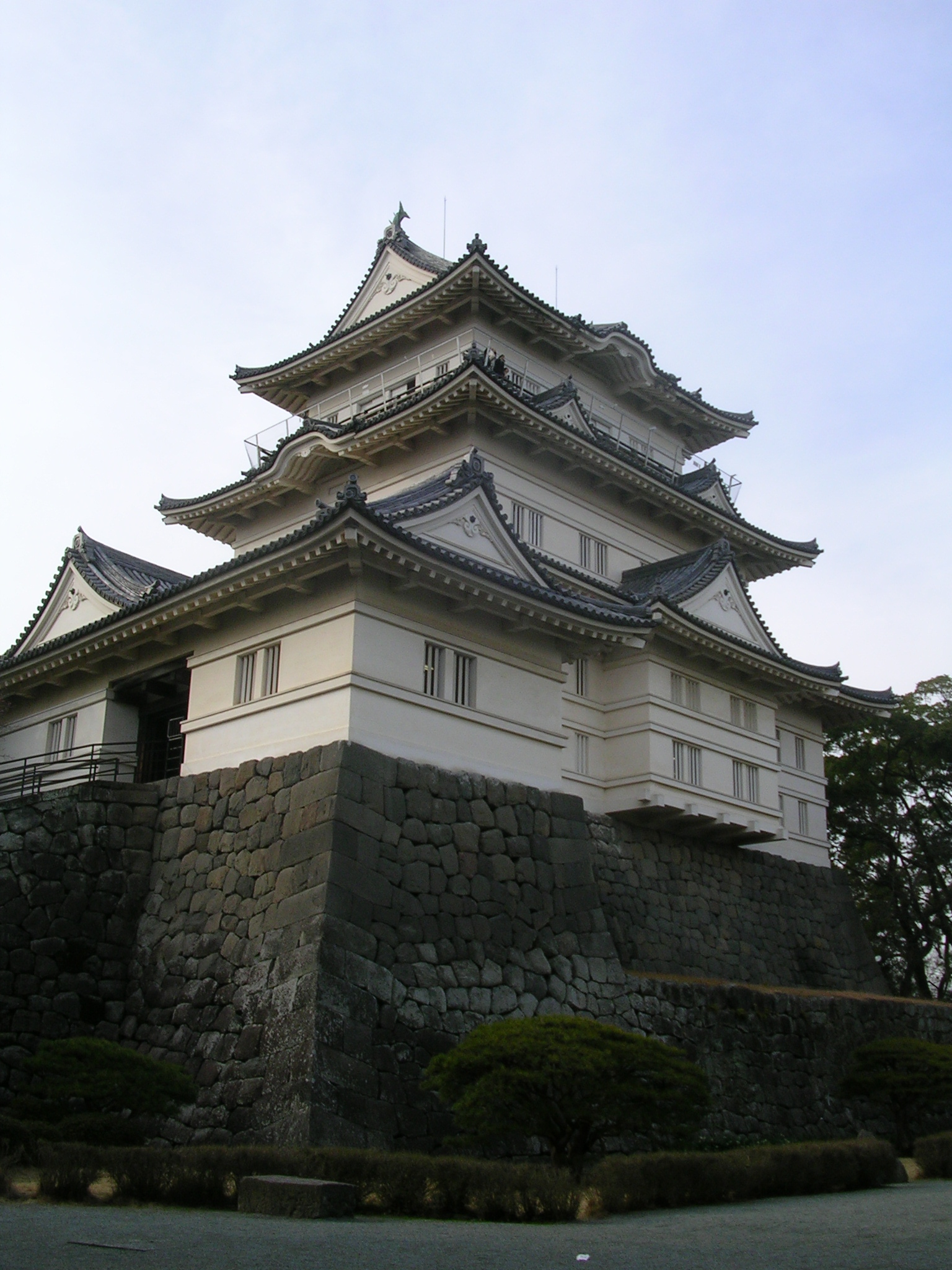
Le château d'Odawara.

Le domaine d'Odawara (小田原藩, Odawara-han) est un domaine féodal japonais de l'époque d'Edo situé dans l'ouest de la province de Sagami, de nos jours préfecture de Kanagawa. Son quartier général se trouve au château d'Odawara dans ce qui est à présent la ville d'Odawara.

## Histoire
À la suite de la défaite du clan Go-Hōjō au siège d'Odawara par les forces de Toyotomi Hideyoshi en 1590, leur vaste territoire dans la région de Kantō est attribué à Tokugawa Ieyasu. Ieyasu choisit Edo comme quartier général de son nouveau domaine et confie à son proche obligé Ōkubo Tadayo la responsabilité de reconstruire le château d'Odawara, de gouverner en tant que daimyō la shukuba (station) stratégiquement importante et de protéger les abords ouest d'Edo par le col d'Hakone. Le territoire de Tadayo Ōkubo comprend 147 villages dans les districts d'Ashigarakami et d'Ashigarashimo avec des revenus cumulés de 40 000 koku.  Son fils Tadachika sert comme rōjū dans le shogunat Tokugawa et voit ses revenus augmentés de 20 000 koku avec des territoires supplémentaires dans la province de Musashi.
Le domaine passe alors aux mains de Abe Masatsugu, ancien résident du château d'Otaki dans la province de Shimosa. Après quatre ans de service, il est transféré au domaine d'Iwatsuki dans la province de Musashi et est remplacé par Inaba Masakatsu en provenance du domaine de Masaoka dans la province de Shimotsuke. Masashige est le fils du 3e shogun Tokugawa, Iemitsu nourri par dame Kasuga, et joue un rôle important dans l'administration Tokugawa. Ses deux fils gouvernent Odawara après sa mort avant d'être transférés au domaine de Takada dans la province d'Echigo.
Puis le domaine revient au clan Ōkubo quand Ōkubo Tadatomo est de retour du domaine de Sakura  dans la province de Kazusa. Tadatomo est l'arrière-arrière petit-fils d'Ōkubo Tadayo et le domaine reste aux mains de ses descendants jusqu'à la restauration de Meiji.
En 1707, l'éruption Hōei du mont Fuji dévaste presque toutes les terres du domaine dont la plus grande partie devient tenryō sous le contrôle direct du shōgunat, tandis que le domaine lui-même est compensé par l'attribution de terres d'une superficie équivalente dans les provinces de Sagami, Musashi, Harima et Izu.
Durant la période du Bakumatsu, le shōgunat s'appuie sur les troupes d'Odawara pour maintenir la garde sur la présence étrangère croissante dans la péninsule d'Izu, particulièrement à Shimoda et Heda.
Après la restauration de Meiji, le dernier daimyō d'Odawara, Ōkubo Tadayoshi (II) abandonne sans résistance son domaine au nouveau gouvernement de Meiji. À la suite de l'abolition du système han en juillet 1871, le domaine d'Odawara devient la préfecture d'Odawara qui fusionne avec la préfecture d'Ogino-Yamanaka et une partie de la préfecture de Niirayama en septembre 1871. En novembre de cette même année, cette dernière est absorbée par la préfecture d'Ashigara à la brève existence.

## Liste des daimyō
- Clan Ōkubo (fudai) 1590-1614

| # | Nom                          | Dates     | Titre          | Rang                    | Revenus     |
| - | ---------------------------- | --------- | -------------- | ----------------------- | ----------- |
| 1 | Ōkubo Tadayo (大久保忠世)    | 1590-1594 | Inconnu        | Inconnu                 | 45 000 koku |
| 2 | Ōkubo Tadachika (大久保忠隣) | 1594-1614 | Sagami-no-kami | 5e (従五位下) inférieur | 65 000 koku |

- Clan Abe (fudai) 1619-1623

| # | Nom                      | Dates     | Titre          | Rang                    | Revenus     |
| - | ------------------------ | --------- | -------------- | ----------------------- | ----------- |
| 1 | Abe Masatsugu (阿部正次) | 1619-1623 | Bitchu-no-kami | 4e (従四位下) inférieur | 50 000 koku |

- Clan Inaba (fudai) 1632-1685

| # | Nom                        | Dates     | Titre                | Rang                    | Revenus               |
| - | -------------------------- | --------- | -------------------- | ----------------------- | --------------------- |
| 1 | Inaba Masakatsu (稲葉正勝) | 1632-1634 | Tango-no-kami        | 5e (従五位下) inférieur | 85 000 koku           |
| 2 | Inaba Masanori (稲葉正則)  | 1634-1683 | Mimasaka-no-kami     | 4e (従四位下) inférieur | 85 000 → 102 000 koku |
| 3 | Inaba Masamichi (稲葉正往) | 1683-1685 | Tango-no-kami ; jijū | 4e (従四位下) inférieur | 102 000 koku          |

- Clan Ōkubo (fudai) 1686-1871

| #  | Nom                               | Dates     | Titre               | Rang                    | Revenus                |
| -- | --------------------------------- | --------- | ------------------- | ----------------------- | ---------------------- |
| 1  | Ōkubo Tadatomo (大久保忠朝)       | 1590-1594 | Kaga-no-kami ; jijū | 4e (従四位下) inférieur | 103 000 → 113 000 koku |
| 2  | Ōkubo Tadamasu (大久保忠増)       | 1698-1713 | Kaga-no-kami        | 4e (従四位下) inférieur | 113 000 koku           |
| 3  | Ōkubo Tadamasa (大久保忠方)       | 1713-1732 | Kaga-no-kami        | 4e (従四位下) inférieur | 113 000 koku           |
| 4  | Ōkubo Tadaoki (大久保忠興)        | 1732-1763 | Okura Daiyu         | 4e (従四位下) inférieur | 113 000 koku           |
| 5  | Ōkubo Tadayoshi (I) (大久保忠由)  | 1763-1769 | Kaga-no-kami        | 5e (従五位下) inférieur | 113 000 koku           |
| 6  | Ōkubo Tadaaki (大久保忠顕)        | 1769-1796 | Gon-dainagon        | 5e (従五位下) inférieur | 113 000 koku           |
| 7  | Ōkubo Tadazane (大久保忠真)       | 1796-1837 | Kaga-no-kami ; jijū | 4e (従四位下) inférieur | 113 000 koku           |
| 8  | Ōkubo Tadanao (大久保忠愨)        | 1837-1859 | Kaga-no-kami        | 4e (従四位下) inférieur | 113 000 koku           |
| 9  | Ōkubo Tadanori (大久保忠礼)       | 1859-1868 | Kaga-no-kami        | 5e (従五位下) inférieur | 113 000 koku           |
| 10 | Ōkubo Tadayoshi (II) (大久保忠良) | 1868-1871 | Kaga-no-kami        | 5e (従五位下) inférieur | 113 000 koku           |

## Source de la traduction
- (en) Cet article est partiellement ou en totalité issu de l’article de Wikipédia en anglais intitulé « Odawara Domain » (voir la liste des auteurs).